# Arte del camion nell'Asia meridionale

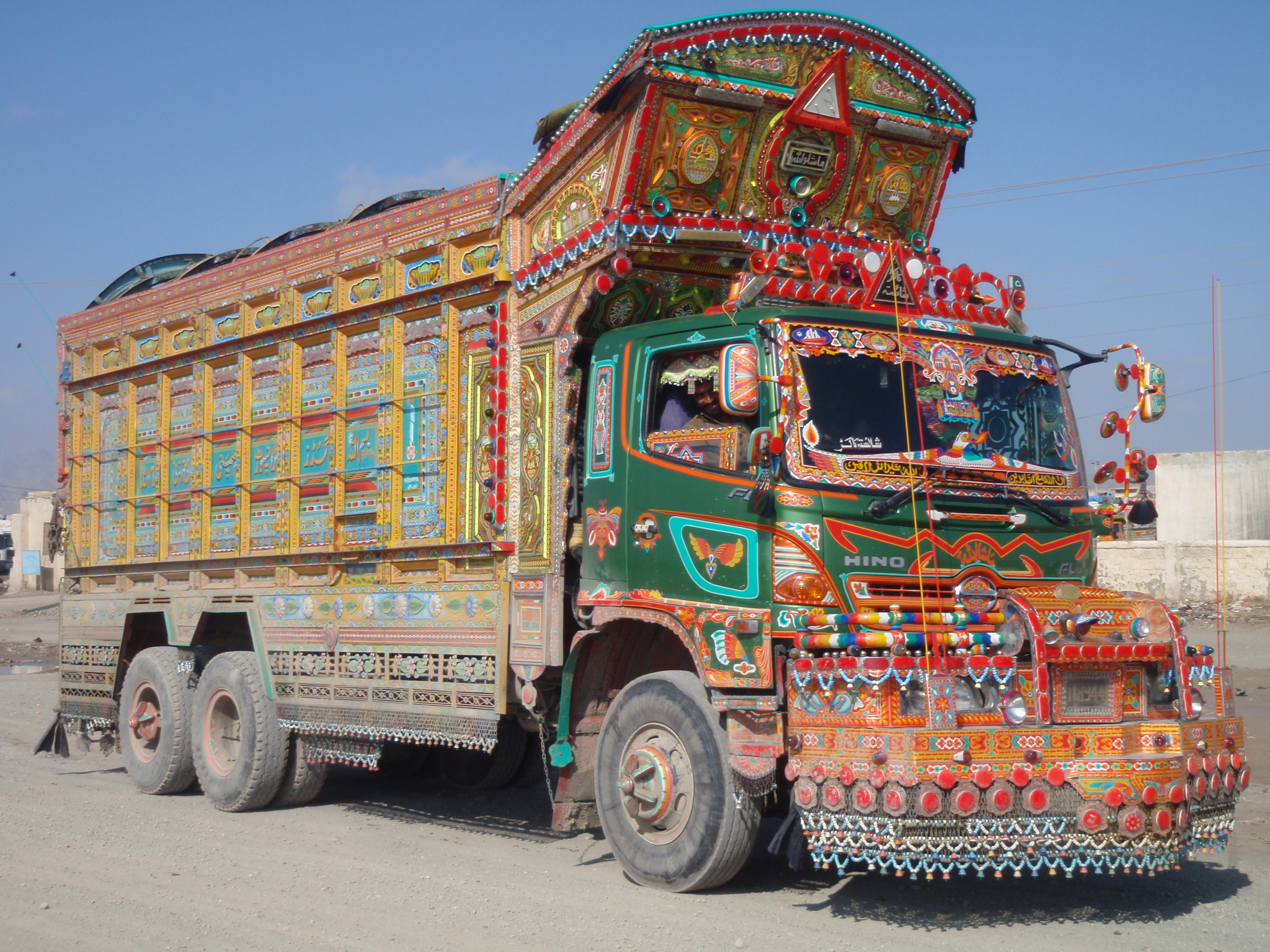
Un tipico camion decorato in Pakistan; la maggior parte dei camion pakistani ha un tetto maggiorato per aumentare lo spazio per la decorazione

L'arte dei camion nell'Asia meridionale è una forma popolare di decorazione di diffusione regionale, con camion caratterizzati da elaborati motivi floreali e calligrafici. È particolarmente comune in Pakistan e in India.
Durante la guerra in Afghanistan, i camion pakistani decorati che effettuavano servizi tra il Pakistan e l'Afghanistan divennero noti come jingle trucks dalle truppe e dai contractor americani schierati nel conflitto.

## Pratica

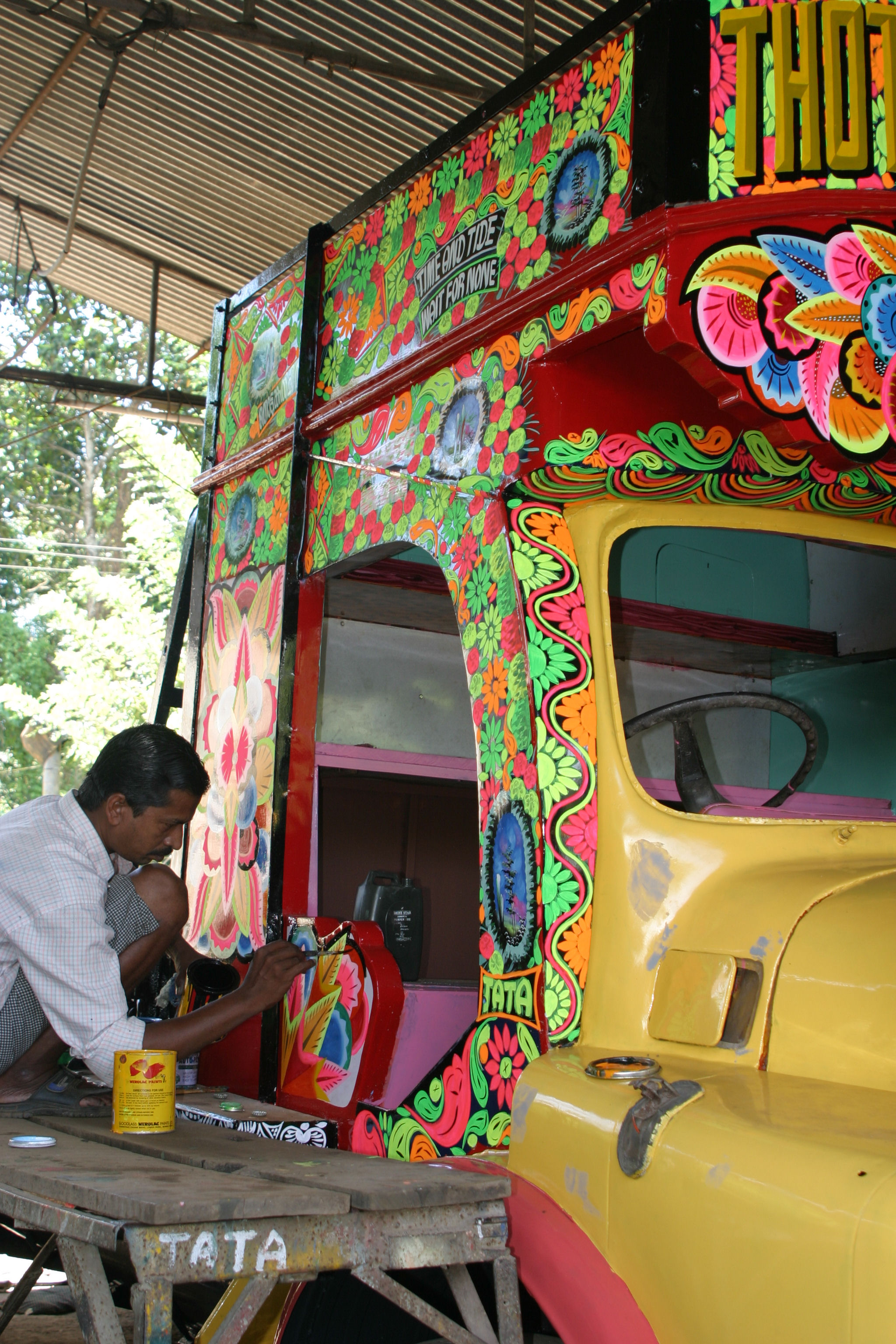
Camion in fase di verniciatura a Kochi

Molti camion e autobus sono altamente personalizzati e decorati dai loro proprietari. La decorazione esterna del camion può costare migliaia di dollari. La decorazione contiene spesso elementi che ricordano la casa dei camionisti, da cui possono essere lontani per mesi. La decorazione può includere modifiche strutturali, dipinti, calligrafie e decorazioni ornamentali quali opere speculari sulla parte anteriore e posteriore dei veicoli e intagli in legno sulle portiere dei camion. Sono comuni anche raffigurazioni di varie scene storiche e versi poetici.   In India, si vedono spesso motivi raffiguranti aquile, aquiloni, vitelli che si strofinano contro il muso di una mucca, nazar battu e slogan come "Horn OK Please", "Blow Horn" e "Use Dipper at Night". Sono altresì comuni anche iconografie religiose, poesie e loghi politici.

### Artisti
Uno dei più importanti artisti di camion è Haider Ali. Addestrato da suo padre fin dalla sua giovinezza, è arrivato per la prima volta all'attenzione internazionale nel 2002 quando ha dipinto un camion pakistano come parte dello Smithsonian Folklife Festival. Nafees Ahmad Khan, un artista di camion a Indore, è ben noto in tutta l'India e ha decorato un camion ogni giorno da oltre trentadue anni. Syed Phool Badshah, noto anche come Phool ji, è un altro noto artista di camion, conosciuto per il suo stile unico di praticare le belle arti con l'arte dei camion.

### Stili regionali

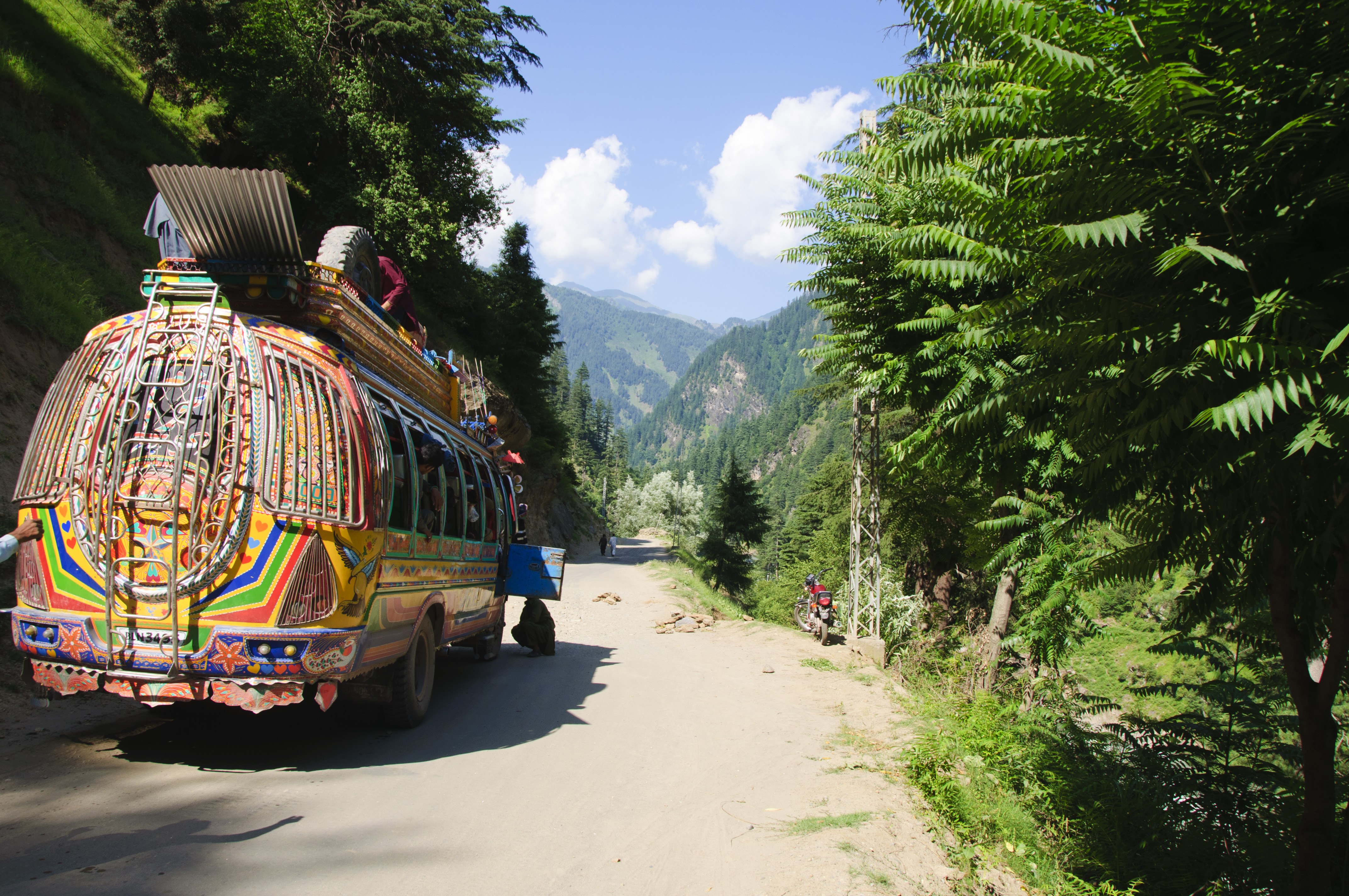
Molti autobus locali in Pakistan sono decorati con l'arte dei camion

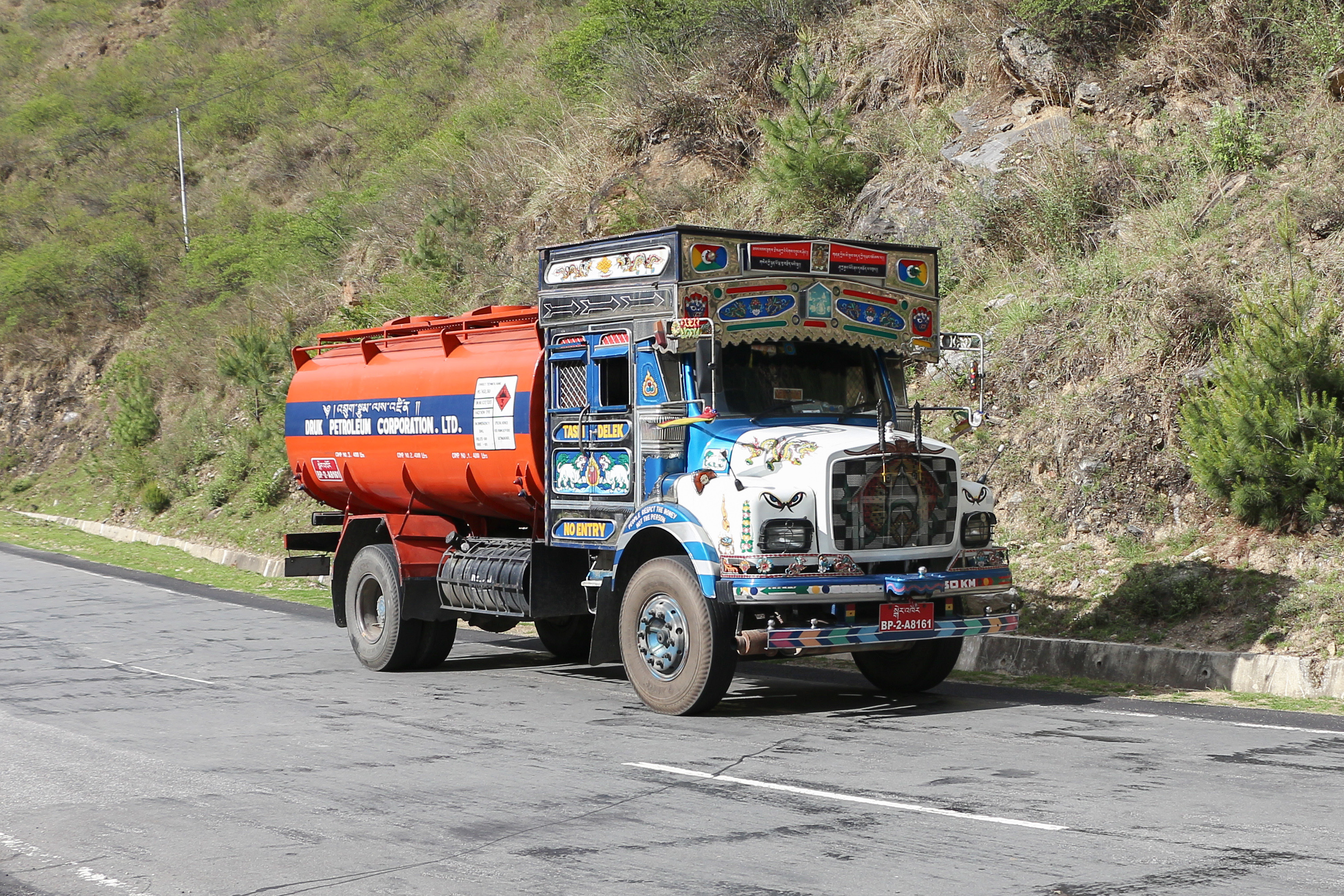
Un camion cisterna in Bhutan con simboli buddisti tibetani come il leone delle nevi utilizzato per la decorazione

In Pakistan, Karachi è un importante centro cittadino per l'arte dei camion, sebbene ci siano altri centri a Rawalpindi, Swat, Peshawar, Quetta e Lahore. I camion del Balochistan e di Peshawar sono spesso pesantemente rivestiti di legno, mentre i camion di Rawalpindi e Islamabad presentano spesso lavori in plastica. Sui camion decorati nel Sindh sono comunemente visti ornamenti in ossa di cammello e la predominanza dei colori rossi.

## Influenza

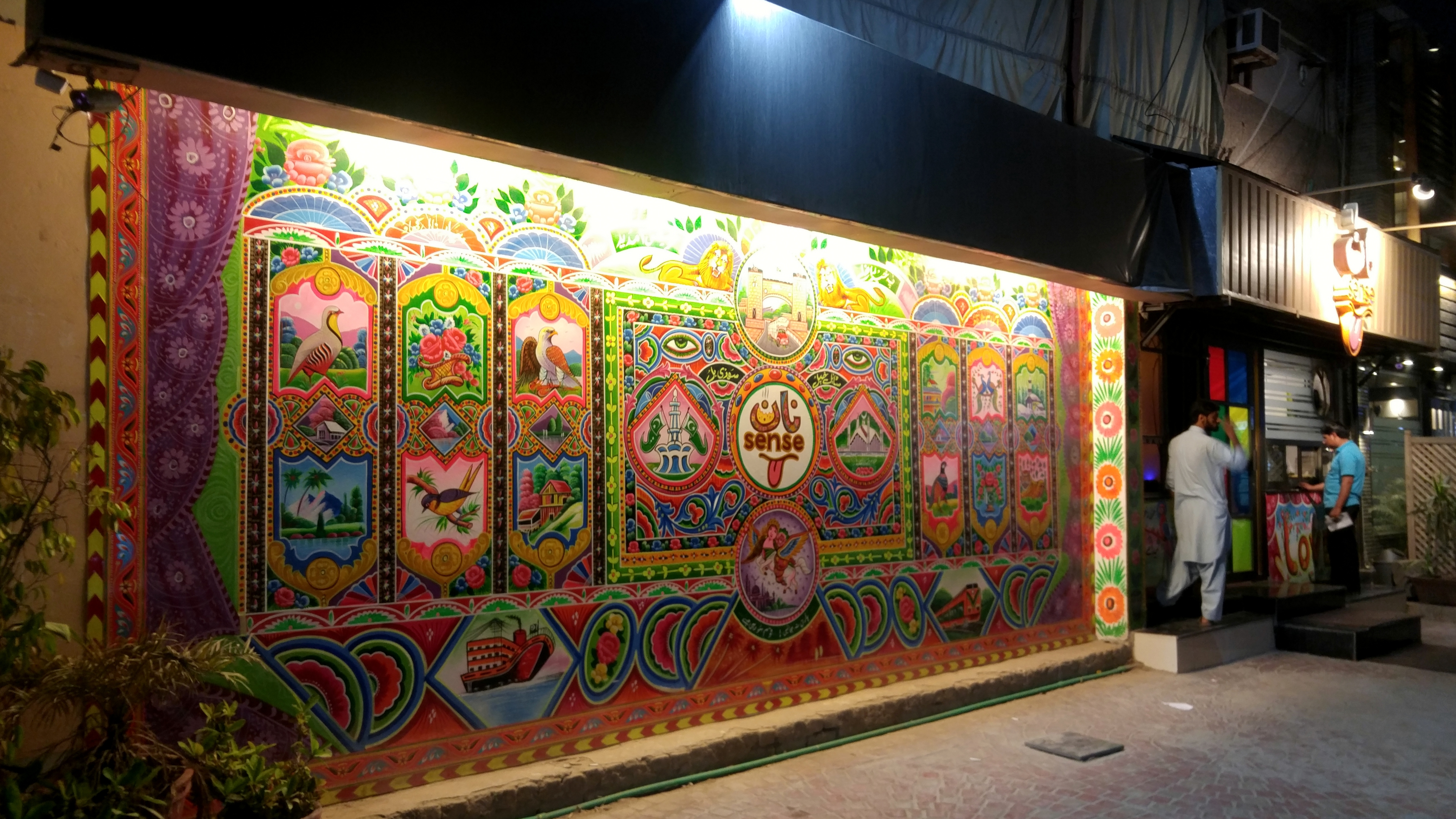
L'arte dei camion decora la facciata di un'attività commerciale a Peshawar, in Pakistan

L'arte dei camion si è estesa oltre la decorazione e l'ornamento dei camion in altre forme e media.

### Automobili
Sebbene le auto non siano tradizionalmente decorate nell'Asia meridionale, ci sono esempi di auto abbellite nello stile artistico dei camion. Nel 2009, The Foxy Shahzadi, un Maggiolino del 1974 decorato in stile truck art, è stato guidato dal Pakistan alla Francia in un viaggio di 25 giorni. Nella città indiana di Mumbai, alcuni autisti decorano i loro taxi nello stile dell'arte dei camion.

### Moda
I colori vivaci dei camion pakistani hanno ispirato alcuni stilisti. Sebbene utilizzati più spesso nella moda femminile, anche alcuni capi di abbigliamento maschile sono stati ispirati dall'arte dei camion dell'Asia meridionale. Oltre all'abbigliamento, l'arte del camion è stata implementata anche nelle calzature in alcuni casi.

### Stampe
Farid Bawa, un grafico indiano, collabora con artisti di camion indiani per realizzare e vendere stampe di arte di camion online nel tentativo di preservare la tradizione dell'arte di camion.

## Origine della locuzione "jingle truck".
Il termine "jingle truck" è uno slang militare coniato dalle truppe americane in servizio in Afghanistan, sebbene potrebbe anche risalire al periodo coloniale britannico. Il termine è nato a causa del suono tintinnante ("jingle") che i camion fanno a causa delle catene e dei ciondoli appesi ai paraurti dei veicoli.